# Carabidomemnus jeanfoxae
Carabidomemnus jeanfoxae is een keversoort uit de familie van de loopkevers (Carabidae). De wetenschappelijke naam van de soort is voor het eerst geldig gepubliceerd in 1967 door Luna de Carvalho.